# Andrena ferrugineipes
Andrena ferrugineipes är en biart som beskrevs av Laberge 1977. Andrena ferrugineipes ingår i släktet sandbin, och familjen grävbin. Inga underarter finns listade i Catalogue of Life.